# Jack Markell
Jack A. Markell (Newark (Delaware), 26 november 1960) is een Amerikaanse zakenman en politicus van de Democratische Partij. Van 1999 tot 2009 was hij minister van Financiën van de staat Delaware. Aansluitend was hij tussen 2009 en 2017 gouverneur van deze staat. Hij was de eerste Joodse politicus in deze functie.

## Levensloop
In zijn jeugd was Markell van huis uit erg betrokken bij de Zionistische beweging. Hij studeerde economie aan de Brown-universiteit en behaalde daar een Bachelor of Arts. Daarna studeerde hij een MBA aan de Universiteit van Chicago.
Markell werkte als vicevoorzitter bij het bedrijf Corporate Development en hielp met de ontwikkeling van draadloze technieken. Later werkte hij onder andere als consultant bij McKinsey & Company en bij de bank First Chicago Corporation.
Zijn eerste politieke functie vervulde Markell toen hij in 1998 werd gekozen als minister van Financiën van de staat Delaware door de zittende Republikeinse Janet C. Rzewnicki te verslaan. Hij werd daarna nog driemaal herkozen.
Als minister van Financiën ontwikkelde hij verschillende onderwijsprogramma’s die mensen moest helpen om beter hun persoonlijke financiën af te handelen. Hij riep de Delaware Money School in het leven waar burgers van Delaware gratis lessen konden krijgen over financiële onderwerpen. Ook stond aan de wieg van het Delaware Bank at School Programs, waarbij banken en financiële instellingen lessen organiseerden op scholen.

#### Gouverneurschap
Markell stelde zich in juni 2007 verkiesbaar voor het gouverneurschap van Delaware. In de Democratische voorverkiezingen nam hij het op tegen toenmalig luitenant-gouverneur John Carney. Markell stond ver achter in de peilingen en in steunbetuigingen, maar zelfs ondanks het feit dat de Democratische Partij van Delaware zich achter Carney schaarde, won hij de voorverkiezingen nipt. De algemene verkiezingen won hij met een ruim verschil van de Republikein William Swain Lee.
De inauguratie van Markell vond 3 januari 2009 in het midden van de nacht plaats. Dit was omdat de gouverneur van Delaware volgens de grondwet van de staat op die dag benoemd moet worden. Dezelfde dag was echter ook de inauguratie van Barack Obama als president en - in dit geval belangrijker – de inauguratie van de uit Delaware afkomstige Joe Biden tot vicepresident. Markell werd daarom midden in de nacht benoemd, zodat veel burgers van Delaware beide bijeenkomsten konden bijwonen.
Toen Markell aantrad had de staat Delaware te maken met een financieel tekort van bijna achthonderd miljoen dollar. Een van zijn eerste acties was het verlagen van zijn eigen salaris met twintig procent. Vervolgens voerde hij een aantal maatregelen door, waaronder de legalisatie van sportweddenschappen, een verlaging van de salarissen van ambtenaren en de verhoging van accijnzen op drank en tabaksproducten. Dat leverde meer dan 200 miljoen dollar op.
Onder leiding van Markell deed de staat Delaware er alles aan om bedrijven naar de staat te lokken. De wetgeving werd daarop aangepast om het zo aantrekkelijk mogelijk te maken. Zo slaagde Markell er onder andere in om de autofabrikant Fisker Automotive en de bank Sallie Mae over te halen grote vestigingen te openen in de kleine staat.
Ook heeft Markell wetgeving doorgevoerd waardoor het voortaan verboden is voor werkgevers, verzekeraars en makelaarsom te discrimineren op basis van seksuele oriëntatie.
Gedurende het werkjaar 2012-2013 was hij voorzitter van de National Governors Association.
Na twee termijnen als gouverneur mocht Markell zich bij de gouverneursverkiezingen van 2016 niet opnieuw verkiesbaar stellen. Op 17 januari 2017 werd hij opgevolgd door zijn partijgenoot John Carney.

## Persoonlijk
Samen met zijn vrouw Carla Markell heeft hij twee kinderen.
- Gemeinsame Normdatei: 117730497X
- SNAC: w6zb043z
- Virtual International Authority File: 2850154983536267860001
- WorldCat: E39PBJwXdrqfJGftqr9ywRqYT3